# Попель Михайло
Михайло Попель (пол. Michał Popiel; 1 грудня 1816, Кульчиці — 14 жовтня 1903, Черхава) — політичний діяч руського (русинського, українського) походження в Галичині XIX ст.

## Життєпис
Спольщений русин (українець) родом із Самбірщини. Заарештований у 1837 р. за членство в польському таємному товаристві Співдружність польського народу, засуджений у першій інстанції до 13 років позбавлення волі в 1839 р., Апеляційним судом термін зменшений до 4 років; кару відбував у в'язниці Шпілберк (Моравія), звільнений у червні 1843 р. До квітня 1848 р. працював приватним репетитором, останнім часом у Розвадовських у Сторонибабах біля Золочева). Брав участь у приготуванні повстання в 1846 р., затриманий у Старому Самборі та провів кілька місяців у в'язниці. В 1848 р. — один із діячів польської окружної Ради Народової та член Національної гвардії у Самборі, а також член Руського Собору, обраний у Старій Солі послом (депутатом) до австрійського Райхстагу (від українців був членом комісії з опрацювання закону про самоврядні громади). Стажист у Самбірському магістраті з 1853 році, бургомістр у 1861—1867 роках, член ради Самбірського повіту в 1867—1873 і 1879—1890 рр. Був послом до Галицького сейму від сіл округу Самбір (III курія) у II, III і IV скликаннях (1867—1882). У 1894 р. відійшов від політичної діяльності, проживав у себе в маєтку в Черхаві. Автор агітаційної антикріпосницької поеми «Rusyn na praznyku», що вперше опублікована у 1896 р. в журналі «Житя і Слово», характеризувалася гострою антинімецькою та антипанською тенденцією і мішаною польсько-руською мовою. Попель так описував гірку долю кріпаків:
Пани в пута нас вбивают
І волочут у свіх ніг,
пани в ярма нас впрігают
і прогнівався вже біг.
Звідки ж панок має мати
Тото право за собов.
На панщину виганяти,
Нашу пити, нашу кров?

## Нагороди
- Хрест «За цивільні заслуги» (Австро-Угорщина)

## Виноски
1. ↑  Рибалка І. К. Історія України. Частина II: Від початку XIX ст. до лютого 1917 року // [Підр. для іст. фак. вищих навч. закладів]. — Харків : Основа, 1997. — 480 с. Електронна версія [Архівовано 2011-10-15 у Wayback Machine.]